# Cube 2: Sauerbraten
Cube 2: Sauerbraten è un videogioco di tipo sparatutto in prima persona, successore di Cube.
Si tratta di un software open source, distribuito con licenza Zlib: esistono versioni per Microsoft Windows, Linux, FreeBSD e macOS, grazie all'uso delle librerie OpenGL e SDL.

## Modalità di gioco
In Sauerbraten ci si può cimentare in partite sia per giocatore singolo che in multiplayer. Quest'ultimo, disponibile sia tramite LAN che tramite internet, grazie ad un apposito server, possiede diverse modalità: deathmatch, "capture" (sulla falsariga del Domination della serie Unreal Tournament, dove occorre conquistare alcuni punti della mappa); cattura la bandiera, "collect" (l'avversario ucciso viene rappresentato da un teschio da raccogliere) e alcune varianti instagib (instagib team, insta-CTF, insta-collect, insta-capture, insta-hold) o efficiency (efficiency team, efficiency-CTF, efficiency-collect, efficiency-hold). Un'ulteriore possibilità è quella di una modifica cooperativa della mappa, in tempo reale e dal punto di vista del giocatore stesso, reso possibile dalla flessibilità del motore grafico del gioco.